# Ebratshofen
Ebratshofen (westallgäuerisch: Ebratshofə) ist ein Gemeindeteil der Gemeinde Grünenbach im bayerisch-schwäbischen Landkreis Lindau (Bodensee). Im Zuge der kommunalen Neuordnung Bayerns wurde die bis dahin selbstständige Gemeinde Ebratshofen am 1. April 1972 in die Gemeinde Grünenbach eingegliedert.

## Geographie
Das Pfarrdorf liegt circa zwei Kilometer südöstlich des Hauptorts Grünenbach und zählt zur Region Westallgäu. Südlich der Ortschaft verläuft die Obere Argen.

## Ortsname
Der Ortsname setzt sich aus dem Personennamen Egibrecht sowie dem Grundwort -hofen zusammen und bedeutet Hof des Egibrechts.

## Geschichte
Erstmals urkundlich erwähnt wird Ebratshofen im Jahr 1249 unter dem Namen Egebreshoven als Besitz des Benediktinerklosters Isny. Die Pfarrei wurde von den ansässigen Rittern von Hohenegg gegründet und der Ort gehörte fortan dem Gericht Hohenegg an, welches Teil der Herrschaft Bregenz war. Von 1275 bis 1353 war der Ort Dekanatssitz des Bistums Konstanz. In dieser Zeit wurde auch die Kirche Sankt Elisabeth gebaut. Das Gericht Hohenegg bestand aus der ehemaligen Herrschaft Hohenegg, welche Lehen der Abtei Kempten war und 1359 mit der damals montfortischen Grafschaft Bregenz vereinigt wurde. 1451 kam das hoheneggische Gebiet von Montfort an Österreich. Im Gegensatz zu den anderen Gebieten der österreichischen Herrschaft Bregenz (auch "Herrschaft Bregenz-Hohenegg" genannt) behielt das Gericht Hohenegg stets eine gewisse Sonderstellung. 1770 fand die Vereinödung Ebratshofens mit 29 Teilnehmern statt. Anfang des 19. Jahrhunderts kamen die Gebiete zum Königreich Bayern und mit dem Gemeindeedikt von 1818 entstand die Gemeinde Ebratshofen. 1972 wurde durch die Gebietsreform in Bayern die bis dahin selbstständige Gemeinde Ebratshofen in die Gemeinde Grünenbach eingegliedert.

## Gemarkung

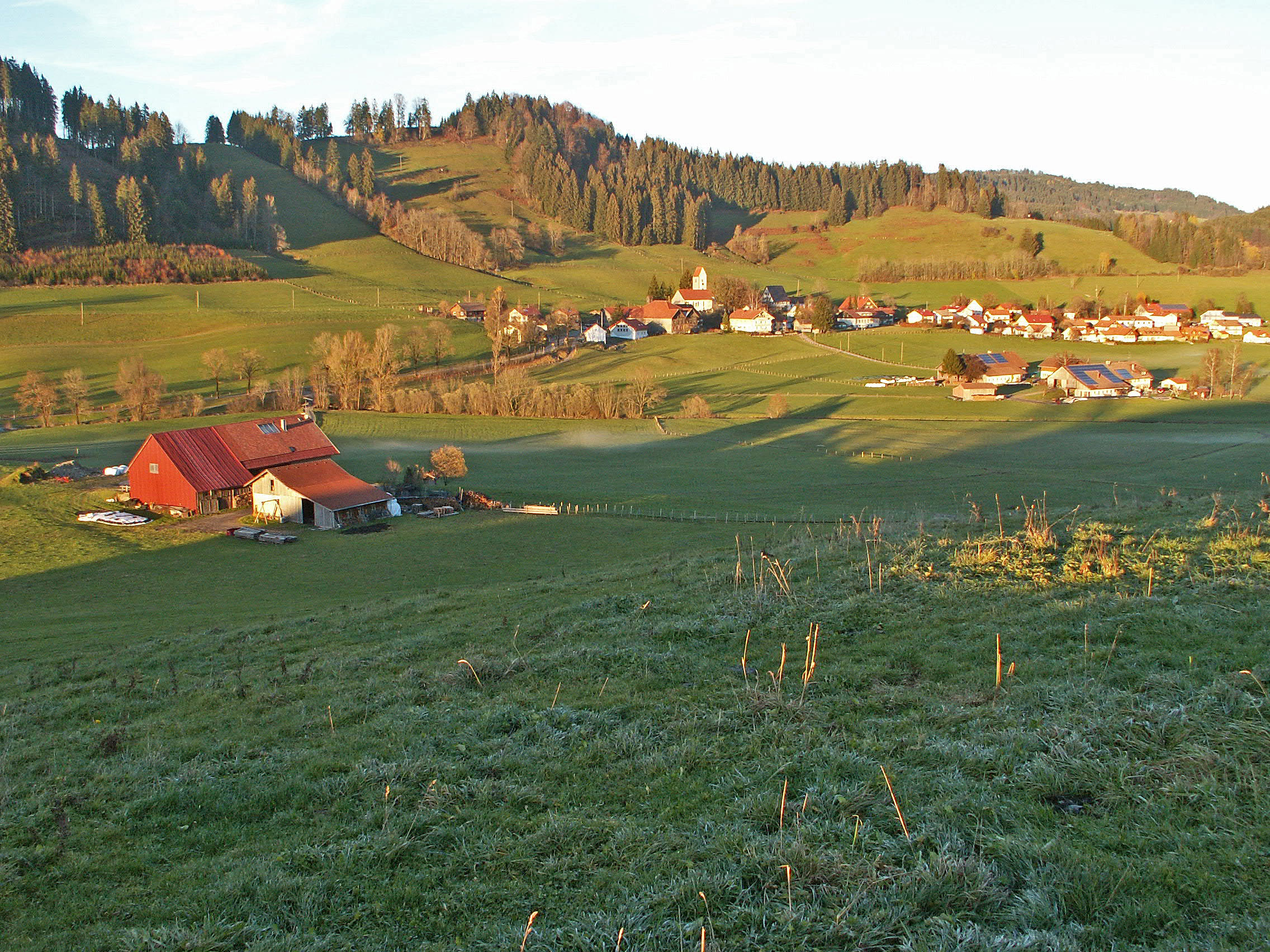
Ebratshofen von Süden aus gesehen

Die ehemalige Gemeinde und heutige Gemarkung Ebratshofen besteht aus folgenden Gemeindeteilen:
- Ebratshofen
- Schüttentobel
- Hohenegg
- Oberried
- Unterried
- Bischlecht
- Steig
- Gerstland
- Pferrenberg
- Zwerenberg

## Baudenkmäler
Siehe: Liste der Baudenkmäler in Ebratshofen

## Persönlichkeiten
- Rudolf von Hohenegg (?–1290), Reichskanzler von Habsburg und Erzbischof von Salzburg
- Emil Merker (1888–1972), sudetendeutscher Schriftsteller, lebte ab 1948 in Ebratshofen